# Wiener Blut (album)
Wiener Blut è il quinto album in studio del cantautore austriaco Falco, pubblicato il 15 settembre 1988 dalla Gig (Europa e Austria), Teldec (mercato tedesco), Wea (Europa e Spagna), Sire (mercato statunitense).

## Tracce
LP GIG 222 147
CD Teldec 243 846-2
CD GIG 660 147
1. Wiener Blut – 3:31
2. Falco Rides Again – 4:44
3. Untouchable – 3:17
4. Tricks – 3:52
5. Garbo – 3:49
6. Satellite to Satellite – 5:14
7. Read a Book – 3:55
8. Walls of Silence – 4:40
9. Solid Booze – 4:31
10. Sand am Himalaya – 4:01
11. Do It Again – 5:15

## Classifiche
| Classifica (1986) | Posizione raggiunta |
| ----------------- | ------------------- |
| Austria           | 2                   |
| Svizzera          | 12                  |